# Lars-Uno Ericson
Lars-Uno Ericson född 1946 i Arvika, är en svensk konstnär.

## Biografi
Ericson studerade vid Grundskolan för konstnärlig utbildning 1968-1970 och vid Konstfackskolan 1970-1975. Han har sedan 1974 deltagit i ett antal utställningar mestadels i samlingsutställningar.
Han har tilldelats Wermlandsbankens stipendium 1969, Konstfackskolans stipendium 1974 och Statligt arbetsstipendium 1978.
Hans offentliga arbeten märks utsmyckning i Huddinge sjukhus, Tumba sjukhus, Svea biografen i Arvika, Sätters vårdhem i Hammarö, Hultsbergsskolan i Karlstad, vårdcentralen i Arvika, Idrottens hus i Nynäshamn, Grums bibliotek, Ungdomspsyket och blodcentralen på Centralsjukhuset i Karlstad, Ingesunds musikhögskola, Centralskolan i Forshaga, Värdcentralen i Kil samt bostadsområden i Karlskoga och Torsby.
Han har medverkat som scenograf på Västanå teater och var scenografiassistent vid inspelningen av Morsarvet 1991-1992.
Ericson är representerad vid Statens konstråd, Värmlands museum, Folkets husföreningarnas riksförbund samt ett flertal landsting och kommuner